# Olympische Sommerspiele 1992/Teilnehmer (Bahrain)
| Gelbes Symbol für Goldmedaillen mit stilisierten Olympischen Ringen | Graues Symbol für Silbermedaillen mit stilisierten Olympischen Ringen | Braundes Symbol für Bronzemedaillen mit stilisierten Olympischen Ringen |
| ------------------------------------------------------------------- | --------------------------------------------------------------------- | ----------------------------------------------------------------------- |
| —                                                                   | —                                                                     | —                                                                       |

Bahrain nahm bei den Olympischen Spielen 1992 in der spanischen Metropole Barcelona zum dritten Mal an Olympischen Sommerspielen teil. Das Land war mit zehn Athleten vertreten.

## Teilnehmer nach Sportart

### Leichtathletik
- Rashid Riyadh al-Ameeri
Männer, Hammerwurf: 56,08 m (26. Platz)
- Abdullah al-Dosari
Männer, 5000 m: in der 1. Runde ausgeschieden (14:23,07 min)
Männer, 10.000 m: DNF
- Khaled Abdullah Hassan
Männer, 110 m Hürden: in der 1. Runde ausgeschieden (15,41 s)
- Khaled Ibrahim Jouma
Männer, 100 m: in der 1. Runde ausgeschieden (10,80 s)
Männer, 200 m: in der 1. Runde ausgeschieden (21,55 s)
- Saad Mubarak Ali
Männer, Marathon: 2:39:19 h (79. Platz)
- Youssef Ali Nesaif Boukhamas
Männer, Speerwurf: 55,24 m (31. Platz)

### Radsport
- Jamal Ahmed al-Doseri
Männer, Straßenrennen: DNF
Männer, Mannschaftszeitfahren: 22. Platz
- Mamdooh al-Doseri
Männer, Mannschaftszeitfahren: 22. Platz
- Saber Mohamed Hasan
Männer, Straßenrennen: DNF
Männer, Mannschaftszeitfahren: 22. Platz
- Jameel Kadhem
Männer, Straßenrennen: DNF
Männer, Mannschaftszeitfahren: 22. Platz